# Achraf Boumenjal
Achraf Boumenjal (20 februari 2003) is een Nederlands Marokkaans voetballer die doorgaans als rechtervleugelverdediger voor Jong FC Utrecht speelt.

## Clubcarrière

### Jeugd
Boumenjal kwam via UVV en de jeugdopleiding van Feyenoord in 2015 bij FC Utrecht in de FC Utrecht Academie terecht. In 2019 tekende hij op zestienjarige leeftijd zijn eerste profcontract bij de Utrechtse voetbalclub. In de jeugd kwam Boumenjal op verschillende posities uit, maar hij is met name actief als (opkomende) rechtervleugelverdediger. In april 2022 werd bij de ondertekening van zijn nieuwe contract duidelijk dat Boumenjal vanaf het seizoen 2022/23 bij Jong FC Utrecht aan zou sluiten.

### Jong FC Utrecht
Op 11 december 2022 zat Boumenjal daadwerkelijk voor het eerst bij de wedstrijdselectie van Jong FC Utrecht. Vervolgens maakte hij na de winterstop op 9 januari 2023 zijn debuut tegen Jong AZ (0–2 verlies). In die wedstrijd verving hij na 81 minuten Julliani Eersteling.

## Clubstatistieken
| Seizoen                   | Club            | Competitie     | Competitie | Competitie | Totaal | Totaal |
| Seizoen                   | Club            | Competitie     | Wed.       | Dlp.       | Wed.   | Dlp.   |
| ------------------------- | --------------- | -------------- | ---------- | ---------- | ------ | ------ |
| 2022/23                   | Jong FC Utrecht | Eerste divisie | 14         | 0          | 14     | 0      |
| Clubtotaal                | Clubtotaal      | Clubtotaal     | 14         | 0          | 14     | 0      |
| Bijgewerkt op 30 mei 2023 |                 |                |            |            |        |        |